# Džagadíščandra Bose
Sir Džagadíščandra Bose (bengálsky জগদীশ চন্দ্র বসু, anglickou transkripcí nejčastěji uváděn jako Jagadish Chandra Bose, 30. listopadu 1858 – 23. listopadu 1937) byl bengálský přírodovědec, archeolog a spisovatel. Ve fyzice se zabýval šířením radiových vln a mikrovln, přičemž jako první člověk použil polovodič k detekci radiového signálu. V biologii přispěl především k výzkumu rostlin mj. jako vynálezce crescografu, přístroje na měření růstu rostlin, a odborník na fyziologii rostlin. Založil experimentální vědu v Indii a patřil k prvním spisovatelům science fiction. Byl povýšen do šlechtického stavu a je po něm pojmenován kráter na Měsíci.
Narodil se v Mymensinghu, v bengálské části bývalé britské Indie (Bengal Presidency, dnes Bangladéš). Bose graduoval na St. Xavier's College v Kalkatě. Odcestoval do Londýna, aby mohl studovat medicínu, avšak zabránily mu v tom zdravotní problémy. Místo toho se v Camebridgi zabýval společně s laureátem Nobelovy ceny, lordem Raleighem svými výzkumy a poté se vrátil do Indie. V Indii nastoupil na "Presidency College University" v Kalkatě jako profesor fyziky. Zde navzdory rasové diskriminaci a nedostatku vybavení prováděl svůj vědecký výzkum. Dosáhl značného pokroku ve výzkumu bezdrátového přenosu signálů a jako první použil pro detekci rádiových vln polovodič. Nesnažil se však získat ze svých vynálezů komerční prospěch, ale zveřejnil je, aby v jeho výzkum mohli rozvíjet další lidé.
Následně Bose učinil řadu pionýrských objevů v oblasti fyziologie rostlin. Přitom používal svůj vlastní vynález - kreskograf, aby mohl měřit odezvu rostliny na různé stimuly a takto prokazovat paralely mezi živočišnými a rostlinnými tkáněmi. I když na nátlak kolegů jeden ze svých vynálezů patentoval, jeho odpor proti jakékoli formě patentování byl dobře známý. Pro své výzkumy sestrojil automatické zapisovače schopné registrovat extrémně slabé pohyby; tyto přístroje zaznamenávaly pozoruhodné jevy, například chvění poraněných rostlin, což Bose interpretoval jako schopnost rostlin vnímat. Mimo jiné napsal knihy Response in the Living and Non-Living (Odezvy živého a neživého, 1902) a The Nervous Mechanism of Plants (Nervový mechanismus rostlin, 1926).